# L'affare Tutankhamon
L'affare Tutankhamon (L'Affaire Toutânkhamon) è un romanzo storico di Christian Jacq, e la sua trama verte sulla scoperta della tomba di Tutankhamon da parte degli egittologi Howard Carter e Lord Carnarvon.
La Bompiani ha pubblicato l'edizione italiana del romanzo per la prima volta nel 1997, e poi la seconda nel 2021.

## Trama
Per oltre tremila anni, la tomba del Faraone d'Egitto Tutankhamon è sfuggita a predatori e saccheggiatori, ed è stata l'unica tomba della Valle dei Re rimasta indisturbata e intoccata da mani estranee. Alle soglie del XX secolo, però, fanno la loro comparsa due egittologi visionari: sono Howard Carter e Lord Carnarvon. Nonostante il primo inizialmente ambisca a essere un pittore animalista, l'incontro con un egittologo lo cambia nel profondo e lo conduce nella terra dei Faraoni; dopo essere stato costretto a vivacchiare a seguito di un'ingiustizia, Carter troverà impiego come ricercatore presso il ricco nobiluomo Lord Carnarvon, stabilitosi in Egitto e divenuto archeologo dilettante. Dopo anni di ricerche infruttuose, e con il denaro che inizia a scarseggiare, arriva l'ultima missione che si compie con la scoperta dei gradini di un'antica scala, la quale condurrà alla porta di una tomba che si rivelerà quella del Faraone fanciullo. Avvenuta il 4 novembre 1922, la scoperta ottiene un grandissimo scalpore generale, in particolare per via della note maschera d'oro indossata dalla mummia del Faraone, maschera che verrà trasferita al Museo egizio del Cairo dove si trova tuttora.
Il fatto segna però anche l'inizio del cosiddetto "affare Tutankhamon", che si dipanerà per cinquant'anni sotto numerosi scandali, misteri, rivalità e persino la minaccia di una leggendaria maledizione. Lord Carnarvon morirà il 5 aprile del 1923, non molto tempo dopo la scoperta della tomba, mentre Carter cadrà pian piano in disgrazia: l'enorme fama che si è procurato con quel conseguimento archeologico gli varrà molti nemici, e l'archeologo verrà bersagliato da giornalisti, egittologi e autorità locali, fino a essere espulso dal proprio cantiere e a vedersi proibire l'accesso alla tomba che lui stesso aveva scoperto. Alle sue esequie del 2 marzo 1939, parteciperà solo Evelyn Beauchamp, figlia di Lord Carnarvon, l'Eva tanto amata con cui Carter era entrato nella tomba al momento della scoperta e che lui non aveva potuto sposare non essendo di nobili origini, e la cui presenza simboleggerà tutte le sventure abbattutesi su di lui.

## Edizioni
- Christian Jacq, L'affare Tutankhamon - Mezzo secolo di drammi e passioni, traduzione di Francesco Saba Sardi, Milano, Bompiani, 1997,  p. 434.
- Christian Jacq, L'affare Tutankhamon - Mezzo secolo di drammi e passioni, traduzione di Francesco Saba Sardi, I grandi tascabili, Milano, Bompiani, 9 maggio 2001,  p. 434, ISBN 978-8845247798.
- Christian Jacq, L'affare Tutankhamon - Mezzo secolo di drammi e passioni, traduzione di Francesco Saba Sardi, Milano, Bompiani, 23 giugno 2021,  p. 512, ISBN 978-8830103726.